# Jim Jannard
James Jannard (Los Ángeles, 8 de junio de 1949) es un diseñador, empresario y fundador estadounidense de Oakley, Inc. y la Red Digital Cinema Camera Company.

## Biografía
Jannard nació en Los Ángeles, California siendo hijo de un farmacéutico. Creció en Alhambra, California y se graduó de Alhambra High School. Fue criado como mormón. Asistió a la Facultad de Medicina de la Universidad del Sur de California, pero la abandonó para viajar por el suroeste de Estados Unidos en motocicleta.
En 1975, Jannard inició un negocio individual vendiendo piezas de motocicleta de su automóvil en eventos de motocross. Llamó a su empresa en honor a su perro, Oakley. Comenzó a desarrollar sus propios productos, incluidos puños de manillar personalizados que se ajustaban a la forma de la mano, gafas de motocicleta, gafas de esquí y gafas de sol. Las gafas de sol Oakley fueron utilizadas por el ciclista Greg LeMond, lo que elevó el perfil de la empresa. En la década de 1980, Jannard restringió la venta de gafas de sol Oakley a Sunglass Hut, aunque las pequeñas tiendas especializadas podrían seguir vendiendo gafas de sol Oakley. En 1991, su empresa tenía 200 empleados. En 1995, la empresa se hizo pública. Jannard vendió Oakley en noviembre de 2007 por 2.100 millones de dólares a la empresa italiana Luxottica, el mayor fabricante y minorista de gafas del mundo.

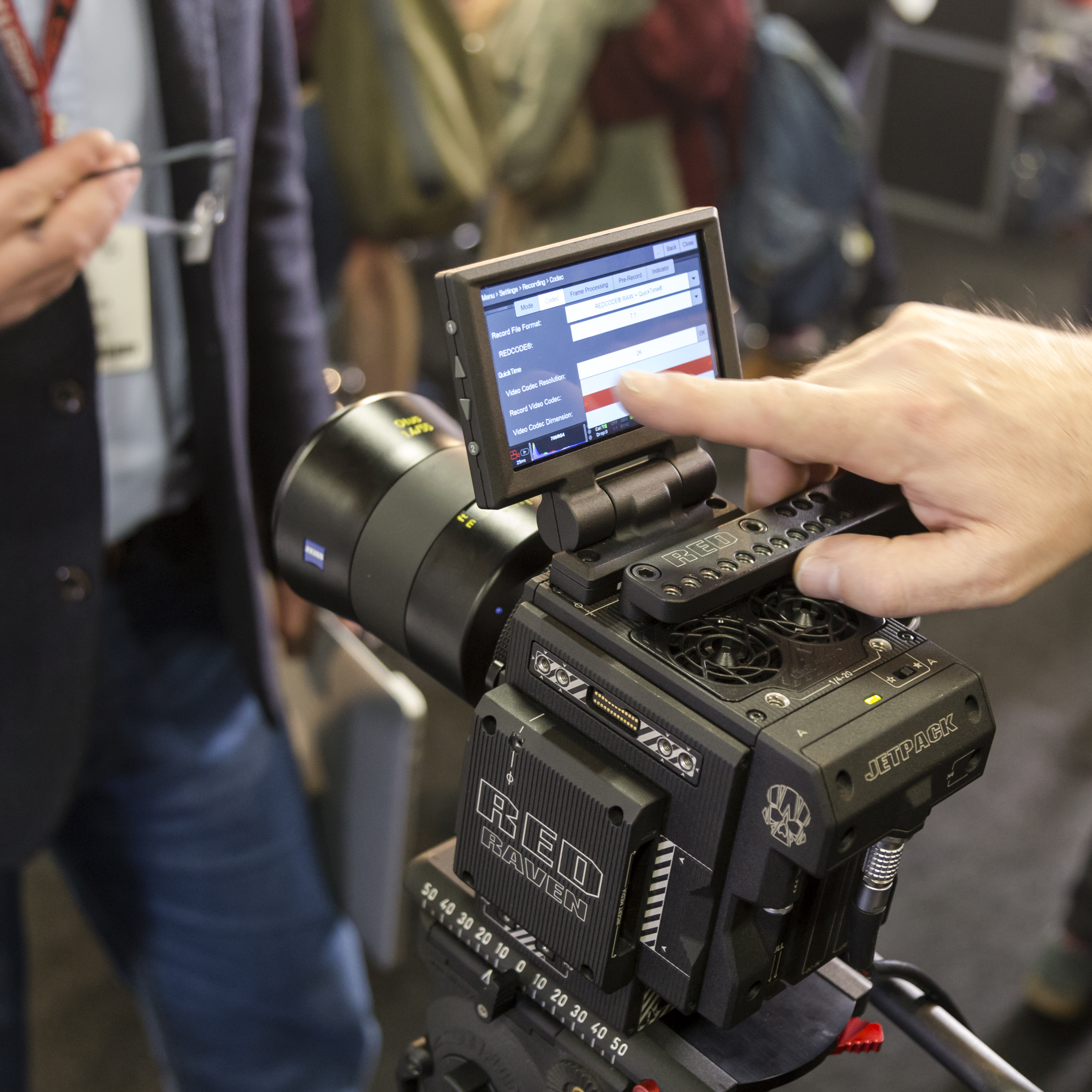
RED Digital Cinema Raven camera de Raven

En 2005, Jannard fundó Red Digital Cinema Camera Company, fabricante de la cámara Red One, que se ha utilizado para filmar varios largometrajes de Hollywood. En 2009, fue nombrado una de las 100 personas más creativas por la revista Fast Company.
El 24 de octubre de 2019, Jannard anunció su retiro, citando su edad y "algunos problemas de salud".

## Vida personal
Jannard es propietario de las islas de Kaibu y Vatu Vara en Fiji. También es dueño de la isla Spieden de 500 acres en el archipiélago de las Islas San Juan. En 1999, Jannard compró dos propiedades en Newport Beach, California por alrededor de $15 millones.